# Ursulo Galván, Tamaulipas
Ursulo Galván är en ort i Mexiko.   Den ligger i kommunen González och delstaten Tamaulipas, i den centrala delen av landet, 400 km norr om huvudstaden Mexico City. Ursulo Galván ligger 80 meter över havet och antalet invånare är 12 165.
Terrängen runt Ursulo Galván är platt. Runt Ursulo Galván är det ganska tätbefolkat, med 65 invånare per kvadratkilometer. Ursulo Galván är det största samhället i trakten. Trakten runt Ursulo Galván består till största delen av jordbruksmark.